# Entrena
Entrena és una localitat a 13 km de Logronyo, a la província de La Rioja. Té 1.451 habitants i una superfície de 21,03 km². El nucli és a 558 m d'altitud. El terme limita amb Navarrete i Lardero al Nord; Albelda de Iregua a l'Est; Nalda, Sorzano i Sojuela al Sud i Medrano a l'Oest.

## Geografia
El relleu del municipi és pla, la seva altitud varia entre els 500 i els 600m. La major part del terreny es troba a un glacis, antiga llera de l'Iregua. En la zona sud es troben els primers pujols de la Serra de Moncalvillo. El poble se situa en aquesta zona, sobre el turó El Conjuro.
Els rius són escassos i amb gran estiatge. Tot just uns barrancs procedents de la serra creuen el terme de Sud a Nord, com Ruicidera o Riu Daroca.

## Història
La zona va estar poblada per romans, com indica el poblat romà de La Dehesa, a més de la calçada de Saragossa-Briviesca que passava per allí.
Alfons I d'Astúries el Catòlic a mitjan segle viii va reconquistar la vila als musulmans. Segons el Diccionari Geogràfic, editat a Barcelona el 1830, Entrena seria fundada per aquest rei entorn de l'any 750, però ja se sap per la Crònica d'Alfons III que les incursions realitzades per aquest rei no van suposar la fundació de pobles. Aquestes expedicions, portades a terme juntament amb el seu germà Froila, van consistir a matar als musulmans que trobaven i recollir cristians per a dur-se'ls a les muntanyes.
Entrena no va poder pertànyer a cap regne cristià fins a la conquesta de Viguera per part del rei navarrès Sanç I Garcés el 924.
El 1044 apareix documentat sota el nom romanç d'Antelena.
Des del 1076 pertanyeria al Regne de Castella i al seu rei Alfonso VI. Aquest rei, davant el valor estratègic de la zona, fronterera amb els regnes d'Aragó i Navarra, va repoblar i va aixecar diverses places fortes per a protegir els seus interessos. Una d'aquestes places va ser Entrena.

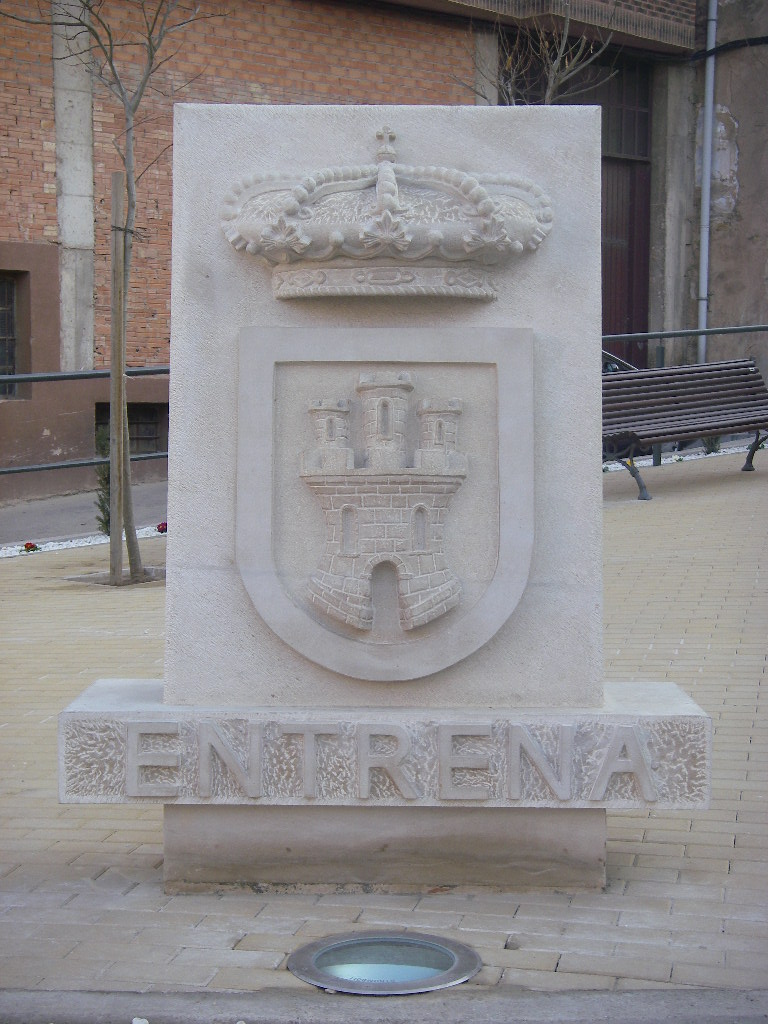
Escut d'Entrena.

El rei navarrès-aragonès Alfons I el Bataller va aixecar en el turó El Conjur una torre vigia al voltant de la qual va disposar un destacament. Allí passava el monarca breus períodes de descans. Una d'aquestes estades està documentada a un escrit del 1128 en el qual apareix Entrena ja amb el títol de "Vila". Aquesta torre és la que apareix reflectida en l'actual escut del municipi.
El 1160, Sanç VI de Navarra va repoblar la vila, després de conquistar La Rioja aprofitant la minoria d'edat del rei castellà Alfons VIII.
En certes "dádivas" del rei Sanç IV de Navarra apareix Entrena amb el nom llatí d'Entidigone.
La vila va ser donada per la reina Estefania de Foix, vídua del rei Garcia el de Nájera al monestir de Santa María la Real de Nájera, apareixent nomenada com a Antelana.
El 1189, els monjos benedictins de Santa María la Real de Nájera donaren, entre d'altres, l'església d'Entrena al bisbat de Calahorra després de plets entre el bisbe i el monestir, amb intervenció del rei i de l'abat de Cluny.
El rei Enric II de Castella va donar la vila a Juan Ramírez de Arellano pels serveis prestats, segons apareix en l'escriptura de concessió del senyoriu de Cameros. Des de llavors la vila va estar vinculada als Arellano que van tenir grans disputes amb els Gómez Manrique (senyors de Navarrete per donació realitzada el 1380 per Joan I de Castella a Diego Gómez Manrique de Lara).

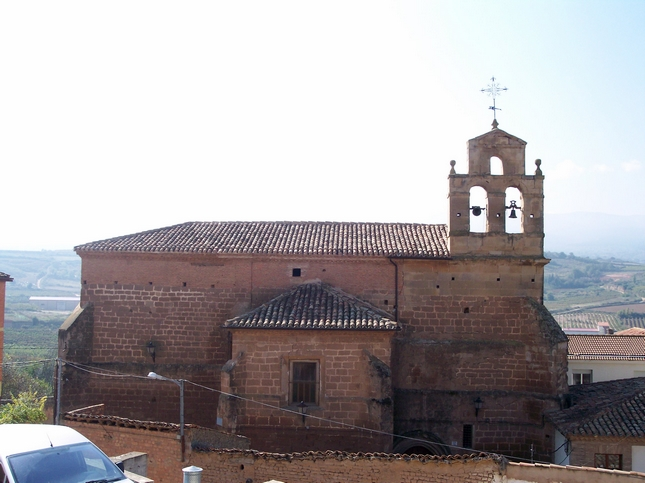
Convent de Santa Clara.

El 1478 els veïns de Navarrete destrueixen unes fortificacions construïdes pels d'Entrena. En represàlia, els de Clavijo i Lagunilla, que eren d'Arellano, van talar el terme de Ribafrecha que era afecte als Manrique. Entrena, fins a l'abolició dels senyorius, va pertànyer als comtes d'Aguilar, senyors de Cameros.
El 1492 es porta a terme l'expulsió dels jueus a Espanya, a càrrec dels Reis Catòlics. En aquesta època, la comunitat jueva a Entrena era important, arribant a constituir una aljama, amb una població aproximada de 50 famílies.
L'any 1503, Carlos Ramírez de Arellano i la seva esposa, Juana de Zúñiga, senyors de Cameros i comtes d'Aguilar, van fundar el convent de Santa Clara en Entrena atorgant-li a més el ja preexistent de Santa María de Barrivero. Les monges fundadores van venir del de Tordesillas i el monestir va pertànyer a la província franciscana de Burgos. La primera abadessa fou una Arellano.
Entrena va tenir hospital i hostatgeria per a atendre els pelegrins que s'acostaven pel camí Francès per a arribar a Compostel·la com testifiquen documents del segle xvi.
Després de la desaparició dels senyorius, el 1811, es va convertir en vila eximida de la província de Sòria, fins a la creació de la província de Logronyo el 30 de novembre del 1833.
El 1851 segons Pascual Madoz Entrena tenia 202 cases, la de l'Ajuntament i presó; un convent de monges de Santa Clara, una font d'aigua potable […] i escola per a ambdós sexes. La seva producció consistia sobretot en blat, civada, mongetes i vi, a més de criatura de bestiar de llana i la caça de perdius, guatlles i llebres. La indústria es basava en tres molins fariners, que cada dia van en decadència, i algunes fàbriques d'aiguardent, que treballen molt poc.
Segons aquest cens tenia 181 veïns, 780 ànimes.

### L'Arca de la Misericòrdia
El 1571 Francisco de Moreda va constituir una caixa de previsió agrícola, que tenia com objectivo repartir cereals, especialment blat, entre els pagesos més pobres. Aquests havien de retornar el préstec en gra amb un mínim interès. Normalment es beneficiaven d'aquesta els veïns del poble, però durant la primera meitat del segle xviii també ho van fer els de localitats veïnes. Va estar en funcionament fins al 1799.

### El Turó de Santa Ana
Es tracta d'un jaciment arqueològic excavat a la fi dels anys 70 i principis dels 80 per Antonio González Blanco i Urbano Espinosa Ruiz. Les restes oposades més antigues pertanyen a la Cultura de Hallstatt. Es tracta de dos fons de cabanya banquiformes on es van recuperar abundants materials que es troben al Museu de La Rioja. Aquests materials consisteixen en ceràmiques polides, pintades, digitalitzades i espatulades. Els atuells són generalment carenades amb coll alt i perfil bicònic. També destaquen diversos motlles per a destrals metàl·liques realitzats en arenisca.
Aquest jaciment va ser trobat en el cim del turó i es creu que anés un lloc sagrat, ja que s'han trobat cendres i altres restes que ho indiquen. El poblat es va poder desenvolupar entorn de les faldilles del turó però les seves restes han desaparegut a causa del cultiu d'aquestes terres.
També s'han trobat restes d'èpoques posteriors, celtibers (Cultura de La Tène) i romans. La localització del poblat era propera a la calçada que comunicava Saragossa amb Briviesca. De l'era romana s'han trobat restes de ceràmica, una balança romana, tapes de sarcòfag, soterraments sota teules i un deixant discoidea antropomorfa paleocristiana.

## Comunicacions

### Carreteres
La principal via d'accés és la LR-254 que comunica Entrena amb Lardero i Logronyo a través de l'N-111. La LR-137 travessa la localitat de sud-est a nord-oest i enllaça amb les carreteres N-111, N-120 i N-232 unint localitats com Nalda, Navarrete i Fuenmayor. La LR-445 comunica Entrena amb la veïna localitat de Sojuela i la LR-444 parteix de la LR-137 a l'altura de l'Ermita de Santa Ana fins a Medrano.

## Llocs d'interès
- Església de San Martín. Construïda l'any 1545 en fàbrica de carreus. És una església d'una nau de tres trams amb capelles entre contraforts, creuer i capçalera ochavada de tres plànols. Està coberta per voltes de creueria estavellada de diferents traçats, i posseeix arcs lleument apuntats. La sagristia de tres trams és una construcció barroca situada al nord de la capçalera. El temple té dues entrades enfrontades en el segon tram, la situada al nord és un arc de mig punt, i la del sud formada per elements clàssics, s'inscriu a un arc de triomf. La torre de dos cossos és de finals del segle xvi.
- Convent de Santa Clara. Fundat el 1503 per do Carlos Ramírez de Arellano i la seva esposa Juana de Zúñiga, Comtes d'Aguilar i senyors de Cameros. Les primeres que ho van habitar van ser tres monges procedents de Tordesillas sent la seva abadessa una Arellano. El 2001 va ser clausurat per falta de vocacions.

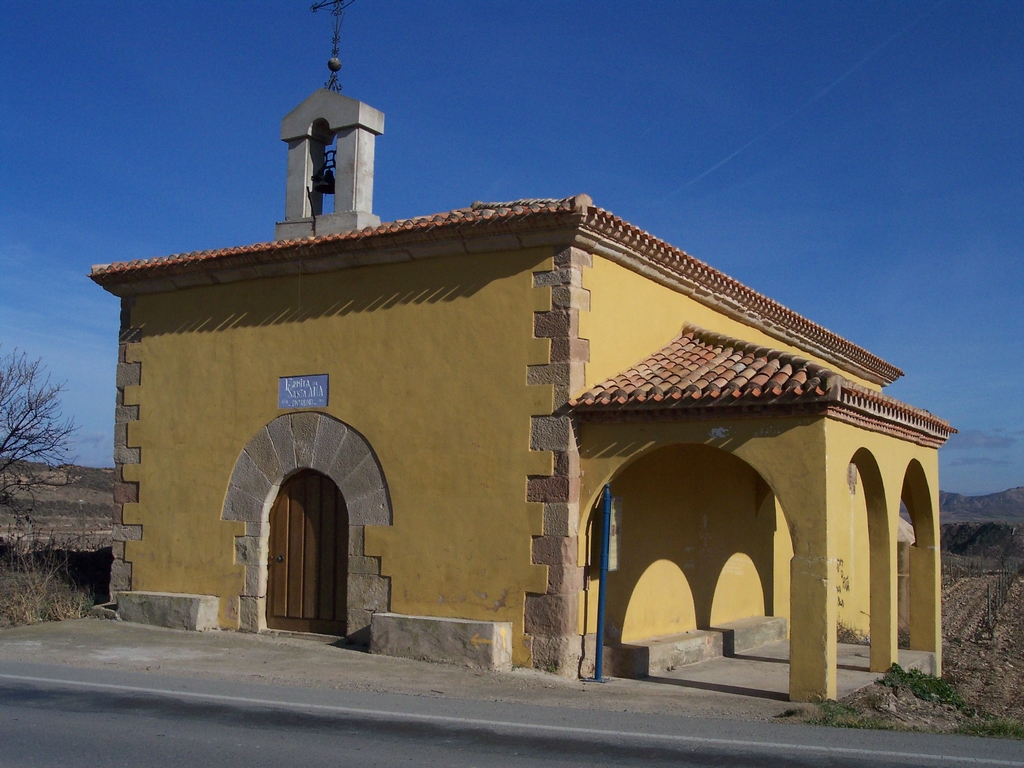
Ermita de Santa Ana

- Ermita de Santa Ana. Situada a 2 km de la localitat per la LR-137 en adreça Navarrete. D'aparença barroca, del segle xviii, va ser restaurada el 1964 i el 2005. El dilluns de pentecostes es realitza una processó duent una imatge de la santa fins a l'ermita. Després de la missa es va al proper paratge Les Riberes on, sota els pollancres, es rosteixen costelles.

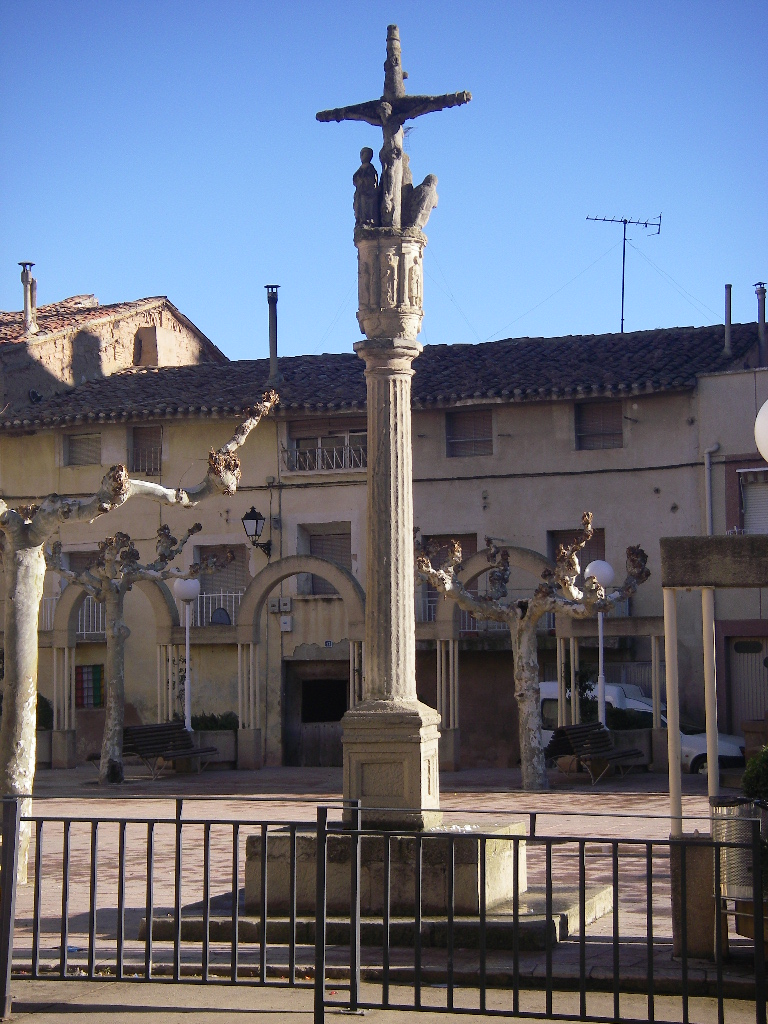
Creuer

- Creuer. Construït a mitjans del segle xvi, situat en la plaça del Coso. Aquest format per un fust cilíndric situat sobre graderies, i rematat per un capitell toscà. Sobre ell se situa un nus amb templet, en el qual apareixen sis imatges, amb una creu amb calvari d'una banda i la Pietat per l'altre.
- Imatge de la Verge del Rosari. Està situada en una fornícula en el carrer Regajo. És romanista, de començaments del segle xvii.
- Las Riberas és un petit parc situat a 2,5 km de la població, desenvolupat prop d'una font al costat del riu Daroca.
- Cerro de Santa Ana. Localitzat entre l'ermita i les Riberes es va trobar durant unes excavacions als anys 60 un poblat de l'edat del ferro.

## Flora i fauna

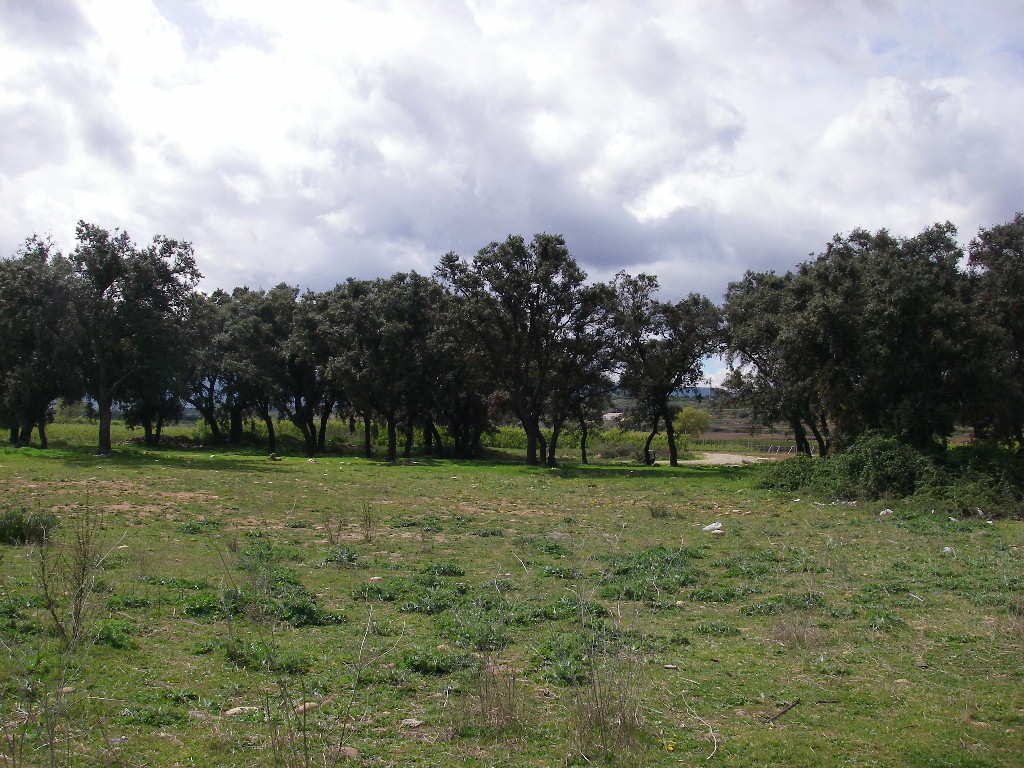
Paratge Los Encinos

La major part del municipi és utilitzat per a cultius i tot just queden terrens amb vegetació autòctona. En les zones no llaurades creixen roures, carrascos i alzines. A més en els últims anys s'estan recuperant oms que antany abundessin en la localitat. El 1995 l'ajuntament va cedir terrens en els turons San Lázaro, Tono i Cuatro Cantos a ICONA, per a repoblar-los amb pins. Quant a arbustos destaca la farigola, romaní, mormaga i els aranyons de les quals s'elabora el patxaran.
La fauna salvatge que abunda en aquesta localitat són els conills i llebres i en menor mida teixons i mostels. De vegades hi ha guineus o algun senglar, el qual és molt abundant en la propera Serra de Moncalvillo.

## Demografia
Evolució demogràfica d'Entrena des de 1900.
En ser a prop de la capital, Entrena ha anat augmentant la seva població lentament, en comparació d'altres localitats properes, però distanciant-se de la majoria dels pobles de la comunitat, més allunyats, que han perdut població.
En els últims 5 anys Entrena ha rebut l'arribada de nombrosos immigrants, la majoria magrebins, que han accelerat el seu creixement demogràfic, així com vinguts d'altres comunitats, a causa dels alts preus de l'habitatge a Logronyo.
La seva població a 1 de gener del 2008 era de 1.451 habitants.

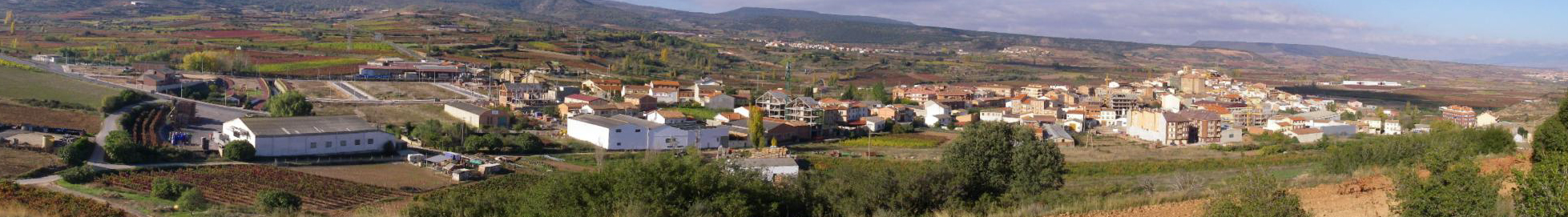
Vista panoràmica d'Entrena (Novembre 2007).

### Història
Al cens de població de la Corona de Castella del segle xvi, Entrena apareix en les addicions de Nájera empadronada per 232 veïns (1.160 ànimes). Al ja citat Diccionari Geogràfic de Barcelona (1830) se cita a Entrena amb 255 veïns (1.285 ànimes). Al cens de la província de Logronyo del 1840 es registren 191 veïns (803 ànimes).

## Economia
L'economia d'Entrena es basa en el cultiu de fruiters (perera), vinya i pastanaga i de la indústria que deriva d'ells. El cultiu de regadiu és possible gràcies al Rio Antiguo, canal que capta les aigües de l'Iregua en Islallana. En total hi ha 1.778 hectàrees de cultiu de les quals 1.209 són de regadiu. A més a més, es conreen oliveres, cereals, pomeres i altres explotacions de menor interès.
A aquest poble hi ha cinc cellers i diverses empreses hortofructícoles i conservers.

## Esports

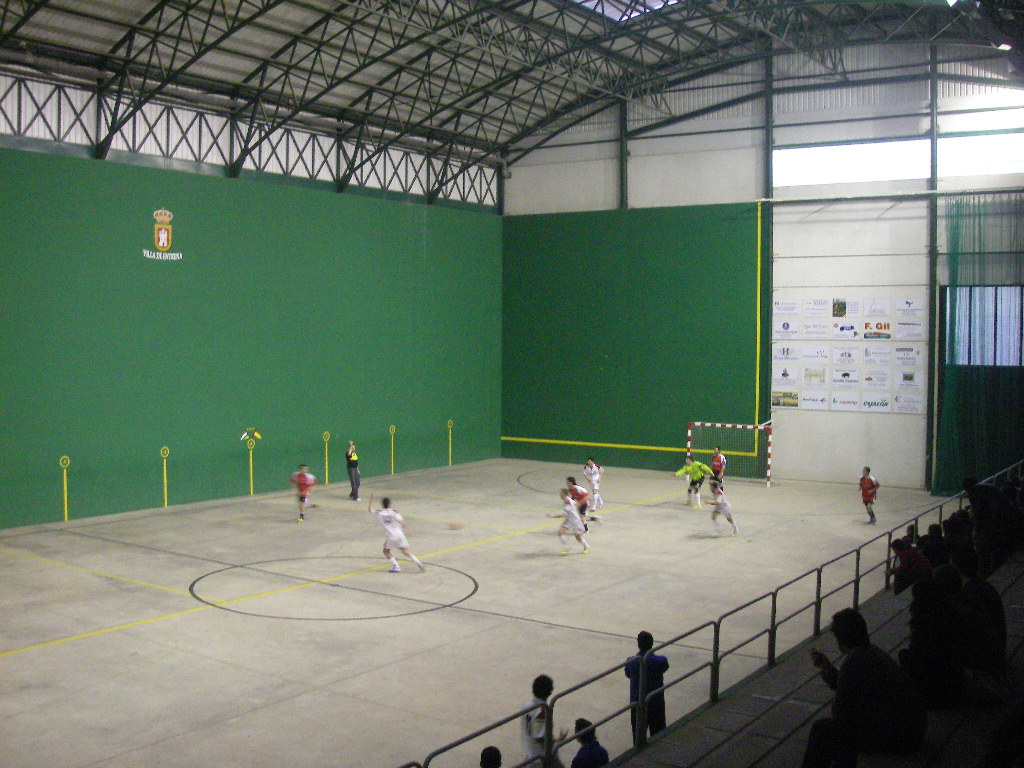
Partit de Futbol sala en el poliesportiu.

Entrena posseïx un pavelló poliesportiu adaptat a esports com el futbol sala o la pilota basca, i piscines municipals. El 2005 es va crear l'equip de futbol sala Villa de Entrena, quedant campions de la copa federació de La Rioja en la temporada 2005-2006.
A més compta amb piscines, situades en la carretera de Nalda.

## Administració
| Nº | Alcalde                     | Inici Mandat | Fi Mandat  |
| -- | --------------------------- | ------------ | ---------- |
| 1  | Juan Ulecia Medrano         | 1979         | 1983       |
| 2  | Aquiliano Medrano Rodríguez | 1983         | 1989       |
| 3  | Jose Luis Rodríguez Untoria | 1989         | 1991       |
| 4  | Miguel Ángel Corral Navarro | 1991         | 1999       |
| 5  | Ricardo Cerrolaza Ruiz      | 1999         | 2003       |
| 6  | Manuel Rodríguez Rodríguez  | 2003         | 2007       |
| 7  | Esteban Pérez Díez          | 2007         | Actualitat |

## Persones il·lustres
- Eduardo Barriobero y Herrán (1875-1939): va passar tota la seva infància en el poble del seu pare. Va dur a Entrena a diversos plets afavorint sempre al poble. Ara un carrer rep el seu nom.

## Curiositats

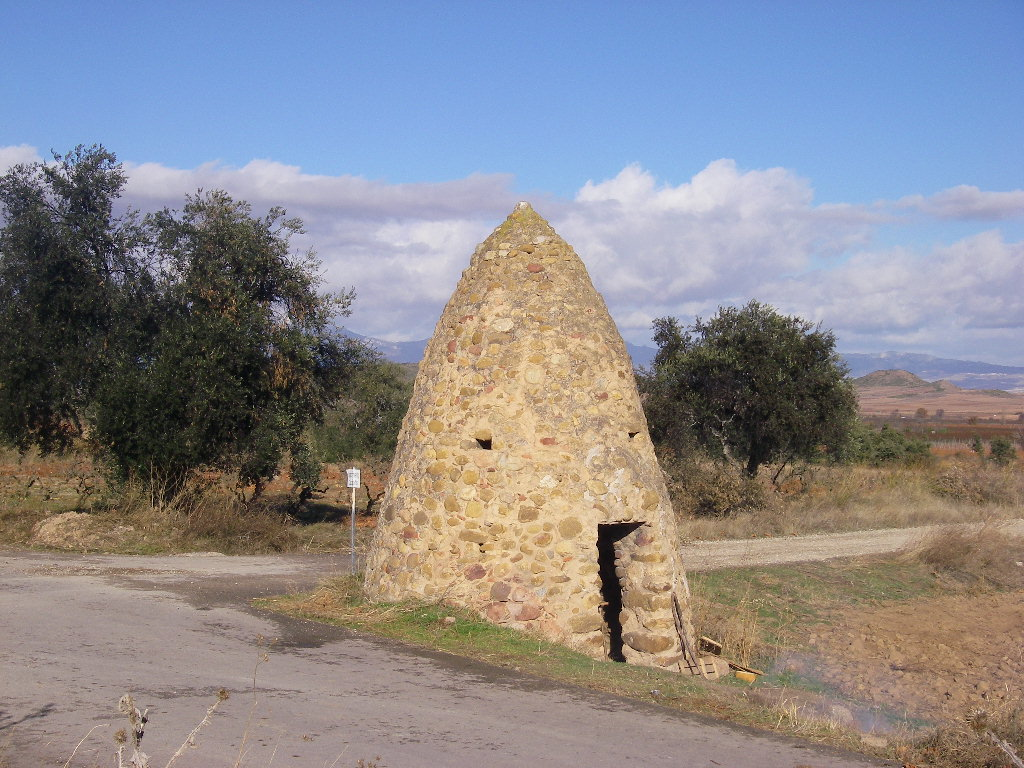
Chozo en l'encreuament dels camins d'Albelda i Sorzano.

- El 1550 hi havia quatre esglésies en Entrena. Els seus titulars eren: Santa María la Vella, en El Conjur; San Martín, en el Carrer Real (Actualment ambdues han desaparegut); Santa María de Barriovero, situada en l'actual convent i Santa María la Nova, llavors en construcció i que en l'actualitat rep el nom de San Martín.
- Entrena va ser antany pas de pelegrins cap a Santiago. Consta que durant el segle xvi havia a la jurisdicció sis ermites, dedicades a Santa Ana (l'única que encara es conserva), San Clemente, Sant Dornil, Santiago, Santa María de Viero, i San Lázaro. També va existir un hospital per a l'atenció dels pelegrins.
- Al terme municipal es troben dos guardaviñas, coneguts com a chozos, conservats en bon estat. Un es troba al camí d'Albelda i l'altre al pagament de Cuatro Cantos.